# Johann August Leberecht Keferstein
Johann August Leberecht Keferstein (* 19. Oktober 1753 in Kröllwitz; † 3. Januar 1781 in Ilfeld) war ein deutscher Papiermüller, Unternehmer und Erfinder.

## Leben
Johann August Leberecht Keferstein stammt aus einer alten Papiermüllerfamilie. Sein Vater war Georg Christoph Keferstein (* 1723). Am 17. Mai 1751 ehelichte er Christiane Henriette, die Tochter der Pastors Jacobi aus Veckenstedt und hatte mit ihr 17 Kinder, Johann August Leberecht war der Zweitgeborene.
Im Jahr 1765 wurde Keferstein in die Lateinische Schule in Halle aufgenommen. Am gleichen Ort studierte er später Mathematik.
Als Papiermacher und Papiermühlenbesitzer machte sich Johann August Leberecht Keferstein einen Namen. Ab dem Jahr 1775/76 ist eine Tätigkeit Papiermacher in der Trutenauer Papiermühle bei Königsberg belegt. Im Jahr 1776 erfuhr die Mühle unter der Leitung Kefersteins Erweiterungen und die Einrichtung einer Pressspanfabrik. 1821 stellte man eine Dampfmaschine auf. Im Jahr 1857/58 wurde der Betrieb der Mühle eingestellt.
Auch in Ilfeld betrieb Johann August Leberecht Keferstein eine Papiermühle. Erst als Papiermacher (1779) und anschließend bis 1780 als Besitzer.
Er verstarb unverheiratet und kinderlos 1781 in Ilfeld.

## Werke
- Herstellung von Pressspan